# DLD-1
DLD-1是非整數倍體的人類結直腸腺癌細胞系 (Human Dukes’s type C colorectal adenocarcinoma cell line) ，最初是於1977年至1979年間分離出來的兩株結直腸腺癌細胞株之一，對p53蛋白及多種癌基因 (例如C-Myc、KRAS、HRAS及NRAS等) 呈現陽性反應。有研究指出其擁有較強的爬行和侵襲能力，故而擁有高遷移性與侵襲能力。

## 科研用途
2006年，有科研人員發現生育三烯酚以時間和劑量依賴性方式抑制DLD-1細胞的端粒酶活性，其中δ-生育三烯酚抑制其活性的效果最明顯，表明生育三烯酚充當端粒酶的有效候選調節劑。2009年，有學者研究不同濃度的肝素對DLD-1細胞的影響，因為之前有硏究指出肝素對某些癌症的凋亡和抗增殖作用，然而研究結果最終表明肝素在體外對結腸癌細胞沒有明顯的抗增殖和凋亡作用。

## 外部連結
- Cellosaurus entry for DLD-1（页面存档备份，存于）